# Accord d'association entre la Tunisie et l'Union européenne
L'accord d'association entre la Tunisie et l'Union européenne est un accord d'association signé le 17 juillet 1995 et entré en application le 1er mars 1998. Cet accord fait ainsi partie du Processus de Barcelone.
En 2015, un nouvel accord d'association, dit accord de libre-échange complet et approfondi, fait l'objet de négociation entre la Tunisie et l'Union européenne. 